# Crosby, Stills, Nash and Young
Crosby, Stills, Nash and Young est un supergroupe américain de folk rock, originaire de Los Angeles, en Californie. Il est formé en 1968. Il se compose des Américains David Crosby ex-Byrds, Stephen Stills de Buffalo Springfield et du Britannique Graham Nash ancien Hollies. Le groupe s'appelle alors Crosby, Stills & Nash, et produit un premier album homonyme en 1969, avant l'arrivée du Canadien Neil Young, un autre ancien du Buffalo Springfield, et qui constitue à certaines occasions le quatrième membre du groupe.
Crosby, Stills, Nash & Young est un groupe phare de la fin des années 1960, qui s'illustre musicalement par la complexité de ses harmonies vocales et politiquement par son engagement auprès des mouvements contestataires de l'époque. Les deux albums qu'ils publient en quatuor, Déjà Vu en 1970, puis 4 Way Street en 1971 après leur première séparation, sont no 1 du Billboard 200. En trio ou en quatuor, leur collaboration se poursuit épisodiquement entre les années 1970 à 2010 avec albums et tournées, la dernière en tant que CSN ayant eu lieu en 2015. David Crosby meurt à l'âge de 81 ans en janvier 2023.

## Histoire

### Origines (1968–1969)
Dans les années 1960, chacun des futurs membres de Crosby, Stills & Nash devient célèbre au sein d'un autre groupe : David Crosby avec les Byrds, Stephen Stills avec Buffalo Springfield et Graham Nash avec les Hollies. Crosby est renvoyé des Byrds en 1967 et commence à travailler avec Stills l'année suivante, après l'implosion de Buffalo Springfield. Ils sont rejoints un peu plus tard par Nash, qui s'est lié d'amitié avec Crosby et se sent bridé au sein des Hollies.
Le trio signe avec la maison de disques Atlantic Records après avoir été refusé par Apple, le label des Beatles. Leur premier album, simplement intitulé Crosby, Stills & Nash, est publié en mai 1969 et rencontre un succès immédiat (quatre millions de disques vendus à ce jour), avec des titres comme Suite: Judy Blue Eyes et Marrakesh Express qui se classent dans le Top 40 aux États-Unis. Le groupe reçoit le Grammy Award du meilleur nouvel artiste en 1970. Finalement, l'album est certifié triple-disque de platine par la RIAA en 1999 et quadruple platine en 2001,,.

### Du trio au quatuor (1969–1970)
Pour l'enregistrement de l'album, le trio n'a fait appel qu'à un musicien extérieur, le batteur Dallas Taylor. Toutes les parties de guitare solo, de basse et de claviers ont été assurées par Stills. Il leur faut donc recruter des musiciens supplémentaires pour se produire sur scène. Le nom de Neil Young est avancé par Ahmet Ertegün, le président d'Atlantic Records. Stills et lui se sont quittés en mauvais termes à l'époque de Buffalo Springfield, mais ils se réconcilient et le trio devient ainsi un quatuor. Il est cependant entendu que Neil Young continuera sa carrière solo en parallèle avec son propre groupe Crazy Horse. Pour jouer la basse, le groupe fait appel au jeune Greg Reeves, qui a joué sur plusieurs disques de la Motown. CSN&Y donne son premier concert à Chicago le 16 août 1969. Deux jours plus tard, ils se produisent au festival de Woodstock, ce qui contribue à accroître leur célébrité.
Le deuxième album du groupe, son premier avec Young, est très attendu. Publié en mars 1970, Déjà Vu est un énorme succès, tant en Amérique du Nord (il se classe no 1 des ventes aux États-Unis) qu’en Europe. Il inclut notamment leur reprise du Woodstock de Joni Mitchell, ainsi que les singles Teach Your Children et Our House, tous deux écrits par Nash. Alors que Teach Your Children est encore dans les charts, le groupe publie un autre single, Ohio, une chanson contestataire écrite par Young à l'annonce de la fusillade de l'université d'État de Kent. C'est un nouveau succès (no 14 aux États-Unis).
La tournée de promotion de Déjà Vu s'effectue sans Greg Reeves ni Dallas Taylor, tous deux renvoyés. Ils sont remplacés par Calvin Samuels et John Barbata respectivement. Durant ces concerts, les relations entre Stills et les autres membres du groupe s'enveniment. Après la dernière date, le 9 juillet 1970, le quatuor se sépare pour la première fois. 4 Way Street, l'album live enregistré durant cette tournée, est publié en 1971.

### Réunions du quatuor (1973–1976)

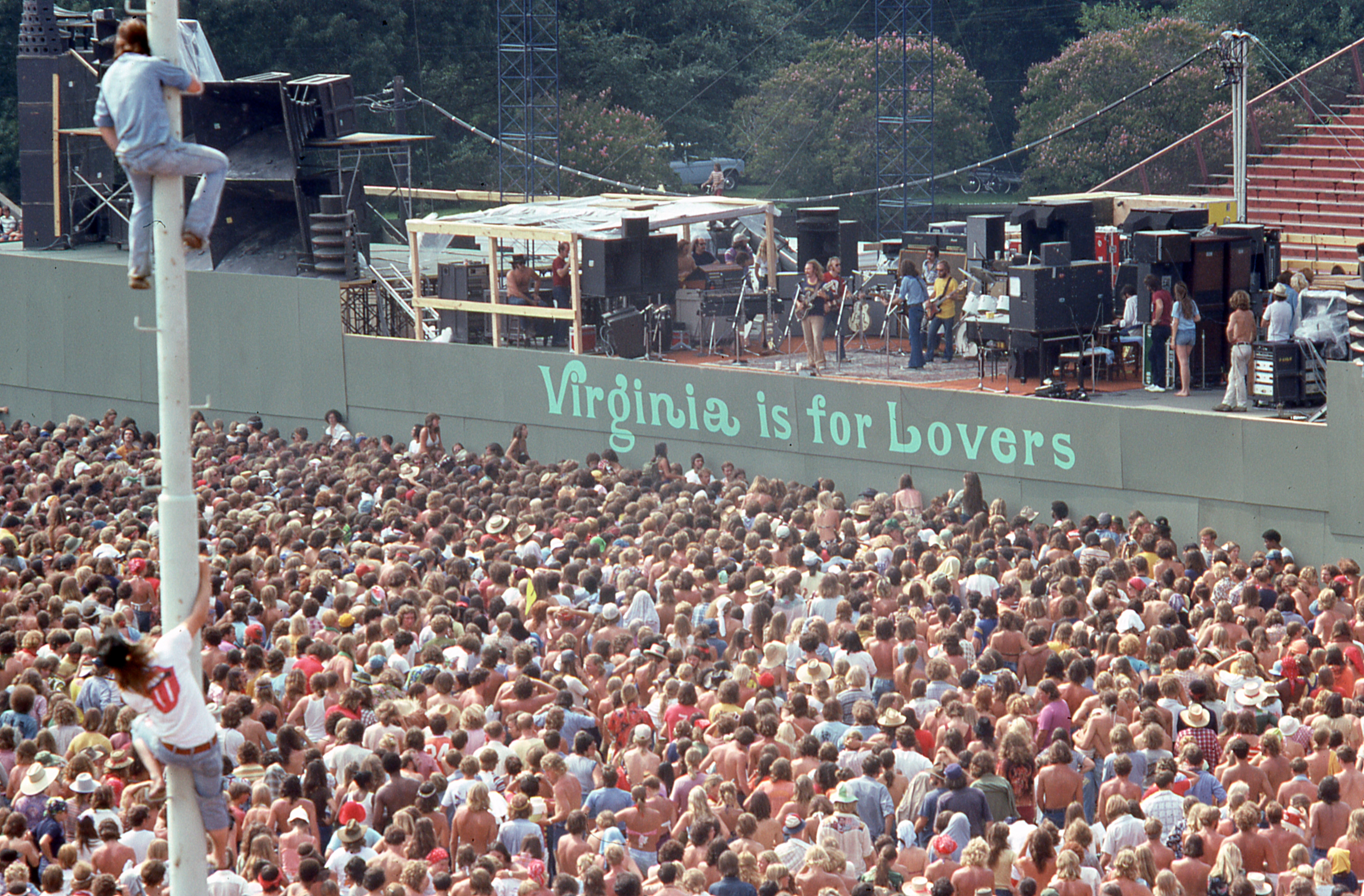
CSNY en concert à Norfolk, le 17 août 1974.

Les quatre membres de CSNY connaissent le succès avec les albums qu'ils publient en solo dans l'année qui suit leur séparation : After the Gold Rush de Young (septembre 1970), Stephen Stills de Stills avec Eric Clapton, Jimi Hendrix, Booker T. Jones, Ringo Starr, David Crosby et Graham Nash entre autres (novembre 1970), If I Could Only Remember My Name de Crosby (février 1971) et Songs for Beginners de Nash (mai 1971). Ces quatre disques se classent dans le Top 15 des ventes aux États-Unis. L'année suivante, Crosby et Nash, restés amis, commencent à se produire en duo, tandis que Stills fonde le groupe Manassas et que Young connaît le plus grand succès de sa carrière avec l'album Harvest.
En 1973, les quatre musiciens se retrouvent pour tenter d'enregistrer un nouvel album, provisoirement intitulé Human Highway, mais le projet échoue en raison des querelles qui les opposent. Néanmoins, leur bonne fortune commerciale a tourné, et ils décident de se réunir l'année suivante pour une tournée estivale. Accompagnés sur scène par Tim Drummond (basse), Russ Kunkel (batterie) et Joe Lala (percussions), CSN&Y donnent 31 concerts en deux mois dans d'immenses stades. La compilation So Far, publiée en lien avec la tournée, devient le troisième album no 1 du groupe. La tournée elle-même ne donne pas immédiatement lieu à un album live, mais un coffret intitulé CSN&Y 1974 est finalement publié en 2014.
Au terme de cette épuisante tournée, une nouvelle tentative d'enregistrer l'album Human Highway prend place, mais les conflits prennent à nouveau le dessus. Stills et Young reprennent le cours de leurs carrières solos respectives, tandis que Crosby et Nash signent chez ABC. Une troisième tentative d'album à quatre prend place en 1976, mais au terme de nouvelles querelles, Long May You Run est publié comme un album du « Stills-Young Band », les contributions de Crosby et Nash ayant été effacées par les deux autres.

### Réunions ultérieures (1976–2015)

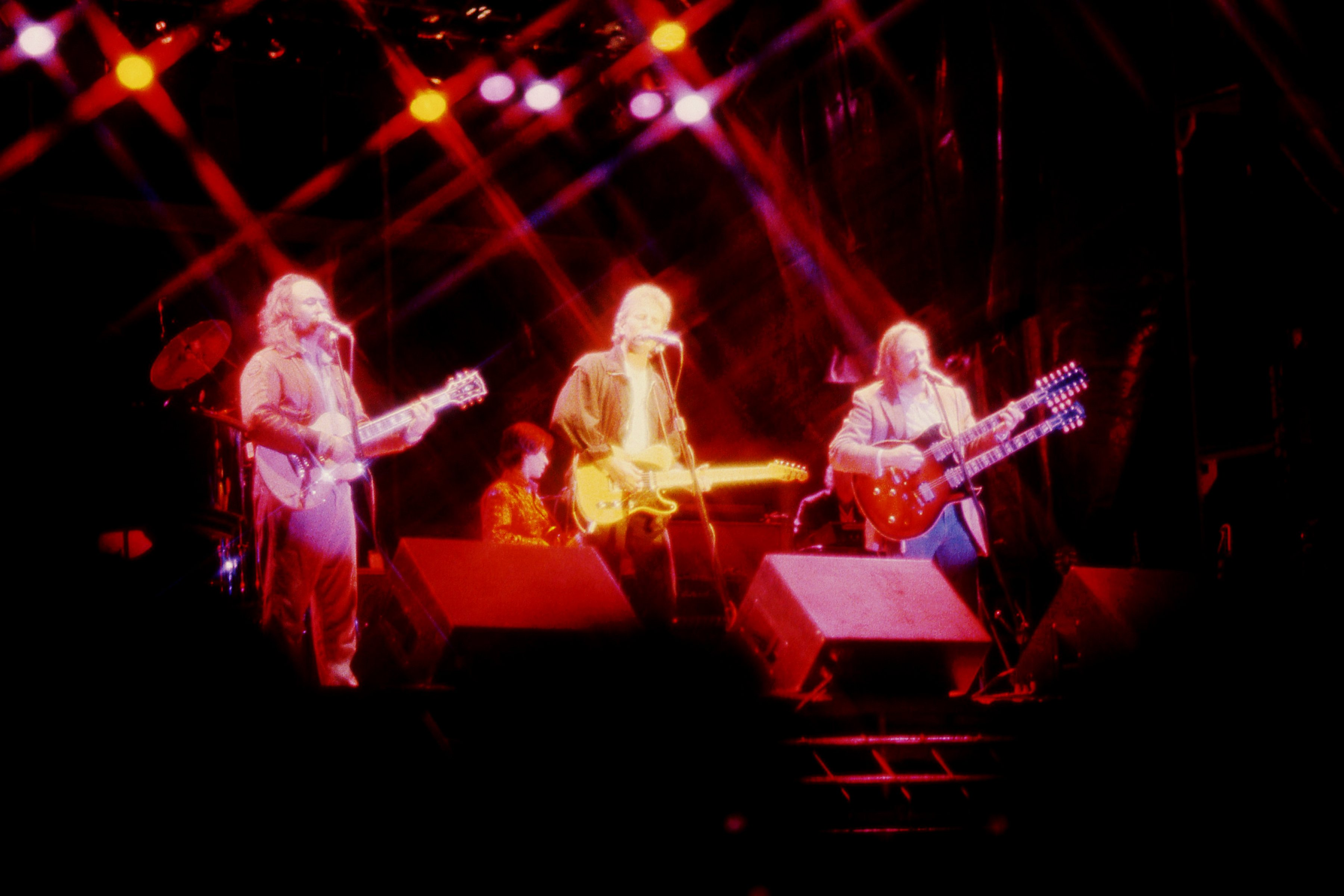
CSN en concert à Essen le 17 juin 1983.

Bien qu'ils se soient juré de ne plus jamais retravailler avec Stills ou Young après Long May You Run, Crosby et Nash retrouvent Stills avant la fin de l'année 1976 pour un nouvel album à trois. Publié en juin 1977, CSN se classe no 2 des ventes derrière Rumours de Fleetwood Mac,. Deux tournées prennent place en 1977 et 1978, mais la dépendance de Crosby à la cocaïne commence à avoir des effets néfastes sur sa musique.
Stephen Stills et Graham Nash s'attellent à la réalisation d'un album en duo en 1980, mais Atlantic Records insiste pour que David Crosby participe malgré ses troubles de consommation et ses ennuis avec la justice; il passera plusieurs mois en prison pour possession d'armes et de drogue. On ne l'entend, aux claviers et au chant, que sur sa composition intutulée Delta. D'autres chanteurs, parmi lesquels Timothy B. Schmit des Eagles ou Art Garfunkel, participent à l'enregistrement, une première pour le groupe. L'album Daylight Again est publié en 1982 et marque la dernière apparition de CSN dans le Top 10 des ventes.
Le 3 juin 1988, CSN montent sur scène au Forum de Montréal en compagnie de Bruce Cockburn, avec Michel Rivard et le groupe russe Aquarium, pour un concert caritatif organisé pour un congrès international de médecins militant pour la prévention de la guerre nucléaire, à la veille du sommet Reagan / Gorbatchev,.
Neil Young ayant promis de rejoindre CSN si Crosby arrête la drogue, le quatuor se réunit en 1987 pour un nouvel album. Les conditions ne sont pas idéales, et American Dream déçoit à sa sortie en novembre 1988. Deux albums sans Young suivent dans les années 1990 : Live It Up (1990) et After the Storm (1994). Les ventes sont médiocres, et After the Storm marque la fin du contrat du groupe avec Atlantic Records.

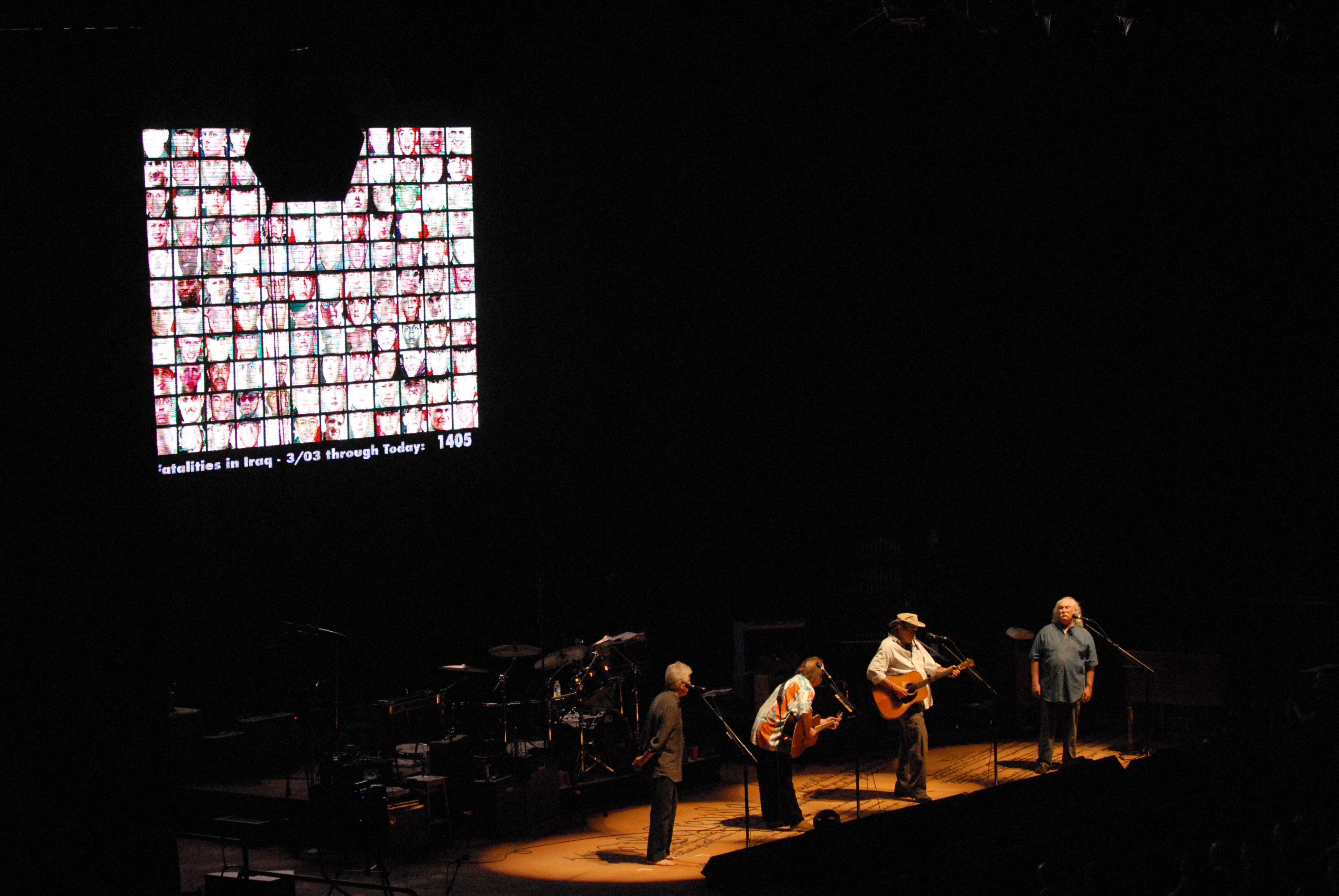
Tournée Freedom of Speech en 2006.

En 1999 sort un nouvel album de CSN&Y, Looking Forward, publié par Reprise Records, la maison de disques de Neil Young. Il se vend mieux que les deux précédents, et les tournées qui suivent au début des années 2000 sont également un succès. Le groupe continue à se produire tout au long des années 2000 et 2010. En 2006, la tournée américaine Freedom of Speech, qui promeut l'album solo de Young Living with War, est illustrée par le documentaire CSN&Y/Déjà Vu, réalisé par Young sous le pseudonyme de Bernard Shakey.
Crosby, Stills and Nash tournent aux États-Unis, en Australie, en Nouvelle-Zélande en 2012 et publient un coffret, incluant 2CD/DVD intitulé CSN 2012 le 17 juillet 2012. D'autres tournées aux États-Unis et en Europe suivent en 2013 et 2014,.
Crosby, Stills, Nash & Young jouent un concert acoustique pour la 27e édition du Bridge School Benefit le 27 octobre 2013. CSN&Y 1974, une anthologie issue de leur tournée en 1974, est publiée par le label Rhino Records le 8 juillet 2014 et est bien accueillie par la presse. Malgré les tumultes entre Crosby et Young, CSN&Y embarquent dans une tournée mondiale en 2015, culminant lors d'une performance de Silent Night aux États-Unis à l'Ellipse de Washington, D.C. le 3 décembre 2015.
David Crosby meurt à l'âge de 81 ans le 18 janvier 2023.

## Discographie

### Crosby, Stills and Nash

#### Albums studio
- 1969 : Crosby, Stills and Nash
- 1977 : CSN
- 1982 : Daylight Again
- 1990 : Live It Up
- 1994 : After the Storm

#### Albums en public
- 1983 : Allies

#### Compilations
- 1980 : Replay
- 2005 : Greatest Hits

#### Coffret
- 1991 : CSN (coffret 4 CD + livret)

#### Participations spéciales
- 1979 : No Nukes (Musicians United for Safe Energy) - Crosby, Stills and Nash sur 3 chansons, Graham Nash interprète aussi 2 morceaux dont un avec Jackson Browne. Aussi présents sur ce triple album, The Doobie Brothers, Bonnie Raitt, James Taylor, Bob Dylan, Carly Simon, Nicolette Larson, Jesse Colin Young, Poco, Tom Petty and the Heartbreakers, Bruce Springsteen et d'autres artistes moins connus. Ce méga concert a aussi donné lieu à un film du même titre.
- 2004 : Live Aid - quadruple DVD publié en 2004 pour souligner le 20e anniversaire de ce méga concert. Parmi les nombreux participants, Crosby, Stills, Nash and Young se présente en quatuor, en trio et Young en solo. Des trois chansons interprétées par le quatuor, Only Love Can Break Your Heart et Daylight Again/Find The Cost of Freedom, aucune ne se retrouve sur le DVD. En trio, le groupe interprète les titres Southern Cross, Teach Your Children et Suite: Judy Blue Eyes mais seule la deuxième est retenue. Enfin, Neil Young joue cinq chansons ce soir-là, Sugar Mountain, The Needle and the Damage Done, Helpless, Nothing Is Perfect (In God's Perfect Plan) et Powderfinger, mais seulement la deuxième et la quatrième se retrouvent sur ce DVD.

### Crosby, Stills, Nash and Young

#### Albums studio
- 1970 : Déjà Vu
- 1988 : American Dream
- 1999 : Looking Forward

#### Albums live
- 1971 : 4 Way Street
- 2008 : Déjà Vu Live
- 2014 : CSNY 1974
- 2024 : Live at the Fillmore East, 1969

#### Compilations
- 1974 : So Far
- 1998 : Carry On - (2 CD)
- 2009 : Demos

#### Coffrets
- 2023 : Déjà Vu 50TH Anniversary 5LP Deluxe Edition : Édition Limitée à 3,500 copies disponible sur le site officiel du groupe. Version 5 Vinyles.
- 2023 : Déjà Vu 50TH Anniversary Deluxe Edition : Idem que pour l'Édition précédente mais en version 4 CD + 1 Vinyle.

Pour ces deux dernières parutions, voir le site officiel du groupe

#### Participations spéciales
- 1970 : Woodstock: Music from the Original Soundtrack and More - Artistes variés - CSN sur un titre : Suite: Judy Blue Eyes, puis CSNY sur deux chansons, Sea of Madness et Wooden Ships.
- 1971 : Woodstock 2 - Artistes variés - Second album tiré des enregistrements du festival de Woodstock. : CSN sur une chanson : Guinnevere, puis CSNY sur deux titres : 4+20 et Marrakesh Express.

## Filmographie
- 1970 : Woodstock, un film de Michael Wadleigh[20]
- 2008 : CSNY/Déjà Vu, est un film documentaire de 2008 réalisé par Bernard Shakey, pseudonyme de Neil Young. Il se concentre sur la carrière de Crosby, Stills, Nash and Young, son lien musical avec son public et les temps turbulents auxquels sa musique est associée alors que le groupe poursuit sa tournée Freedom of Speech en 2006.
- 2009 : David Crosby : Remember My Name, un film de A.J Eaton[21]

## Livres
- 2009 : Crosby, Stills, Nash & Young  : Un livre de Christophe Delbrouck, édition Le Castor Astral, 493 pages. Ce livre remonte aux sources même de leur parcours individuels dans leurs premiers groupes, puis de leur parcours commun après une soirée au Laurel Canyon à Los Angeles.
- 2018 : Neil Young, David Crosby, Stephen Stills, Graham Nash : Cover : Un livre de Stan Cuesta, éditions du Layeur, 259 pages. S'intéresse aux parcours croisés de Crosby, Stills, Nash et Young, à travers l'analyse de leurs discographies et de leur parcours, au sein des Byrds, des Hollies, ou du Buffalo Springfield. Il présente aussi l'ensemble des couvertures de disques de ses différents membres.